# Histoire de la Dominique
 (novembre 2011).
Si vous disposez d'ouvrages ou d'articles de référence ou si vous connaissez des sites web de qualité traitant du thème abordé ici, merci de compléter l'article en donnant les références utiles à sa vérifiabilité et en les liant à la section « Notes et références ».

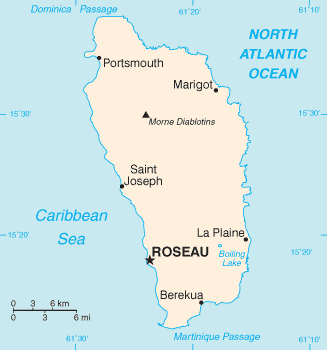
Dominique, au présent

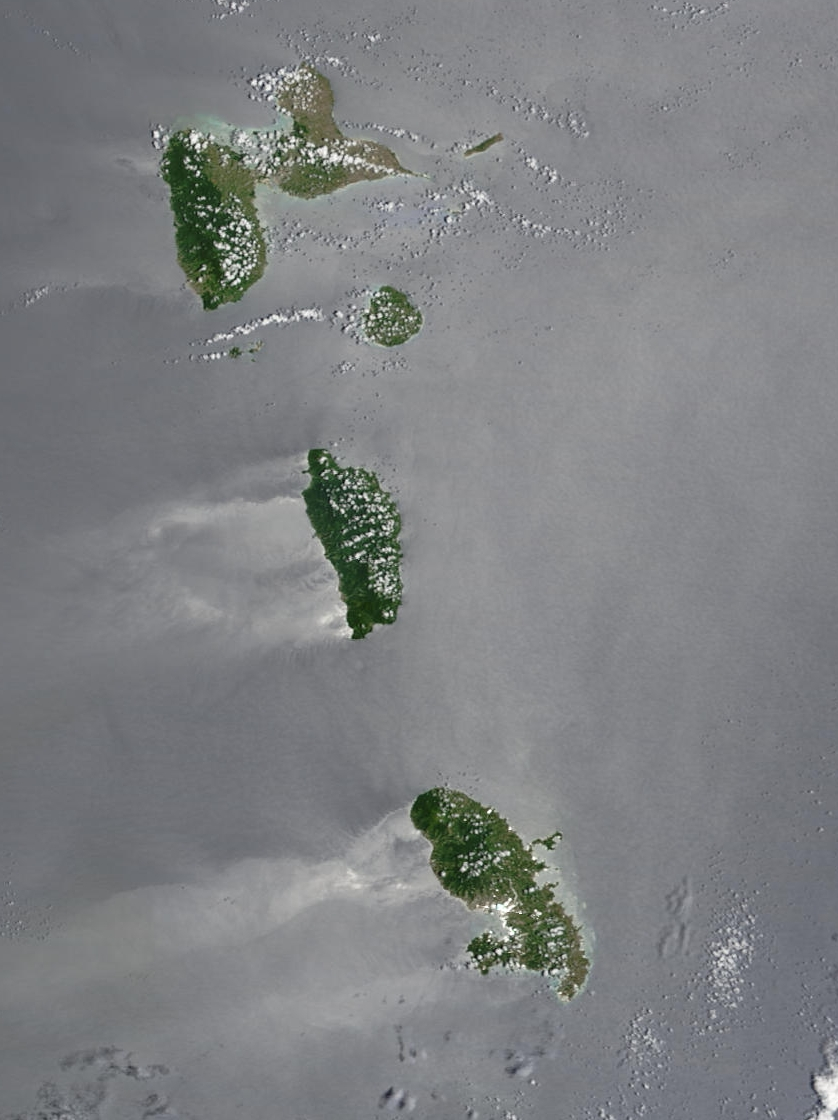
Guadeloupe - Dominique - Martinique

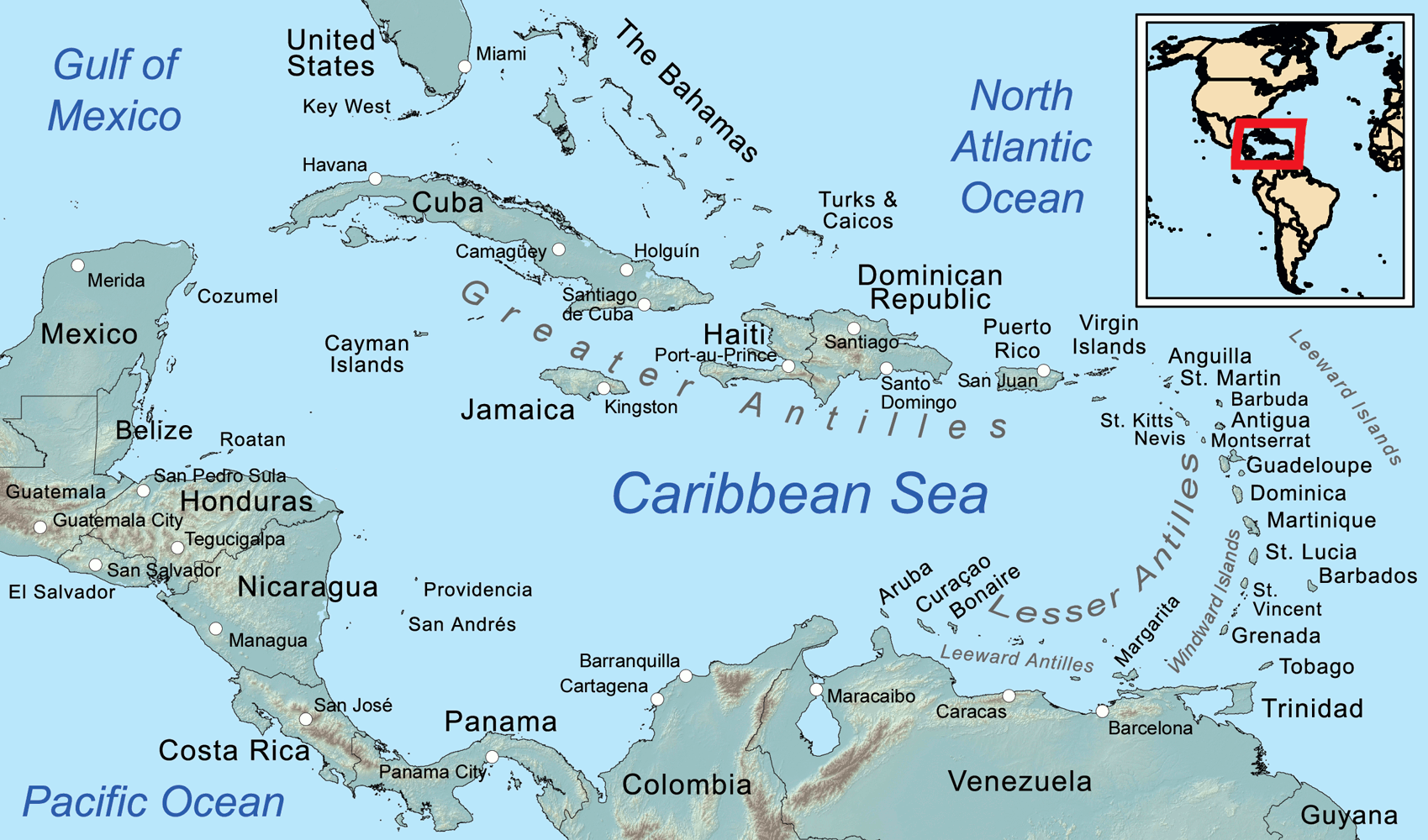
Espace caraïbe

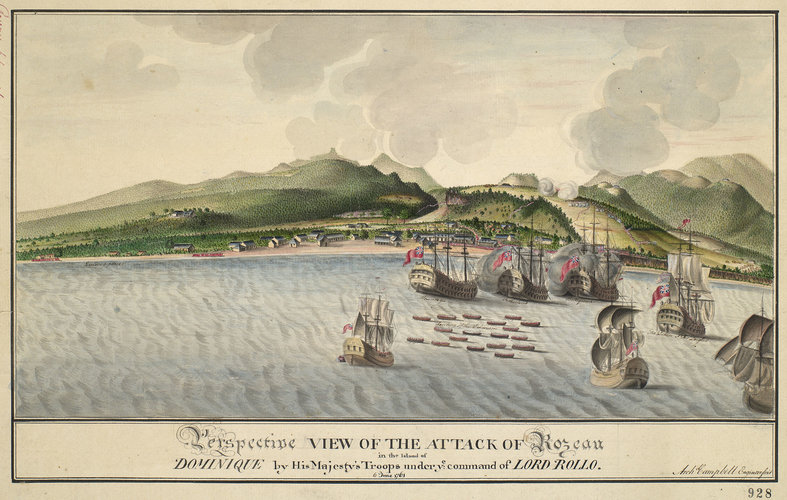
Invasion de la Dominique (1761)

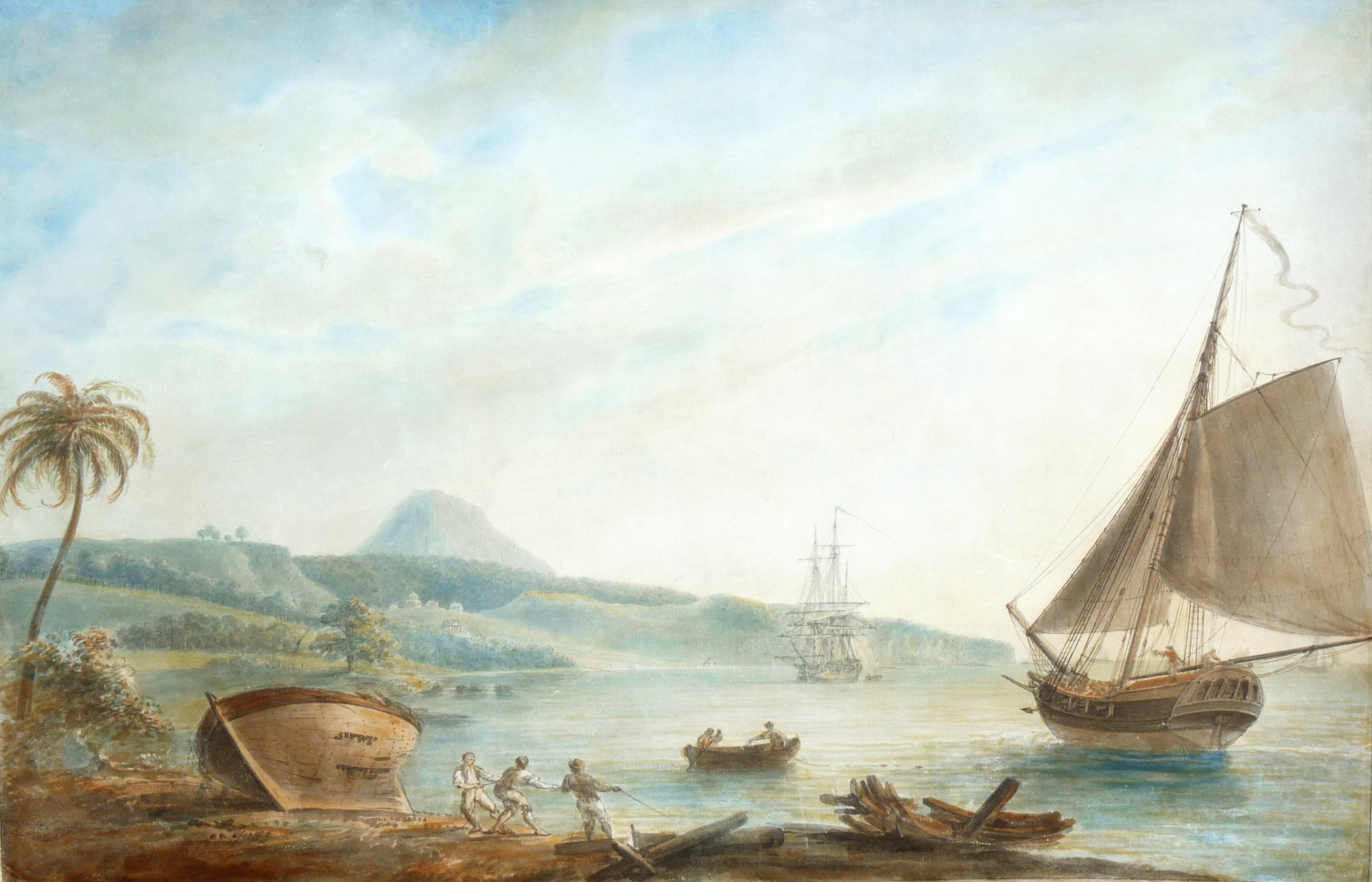
Baie du Prince Rupert (1770), Nicholas Pocock

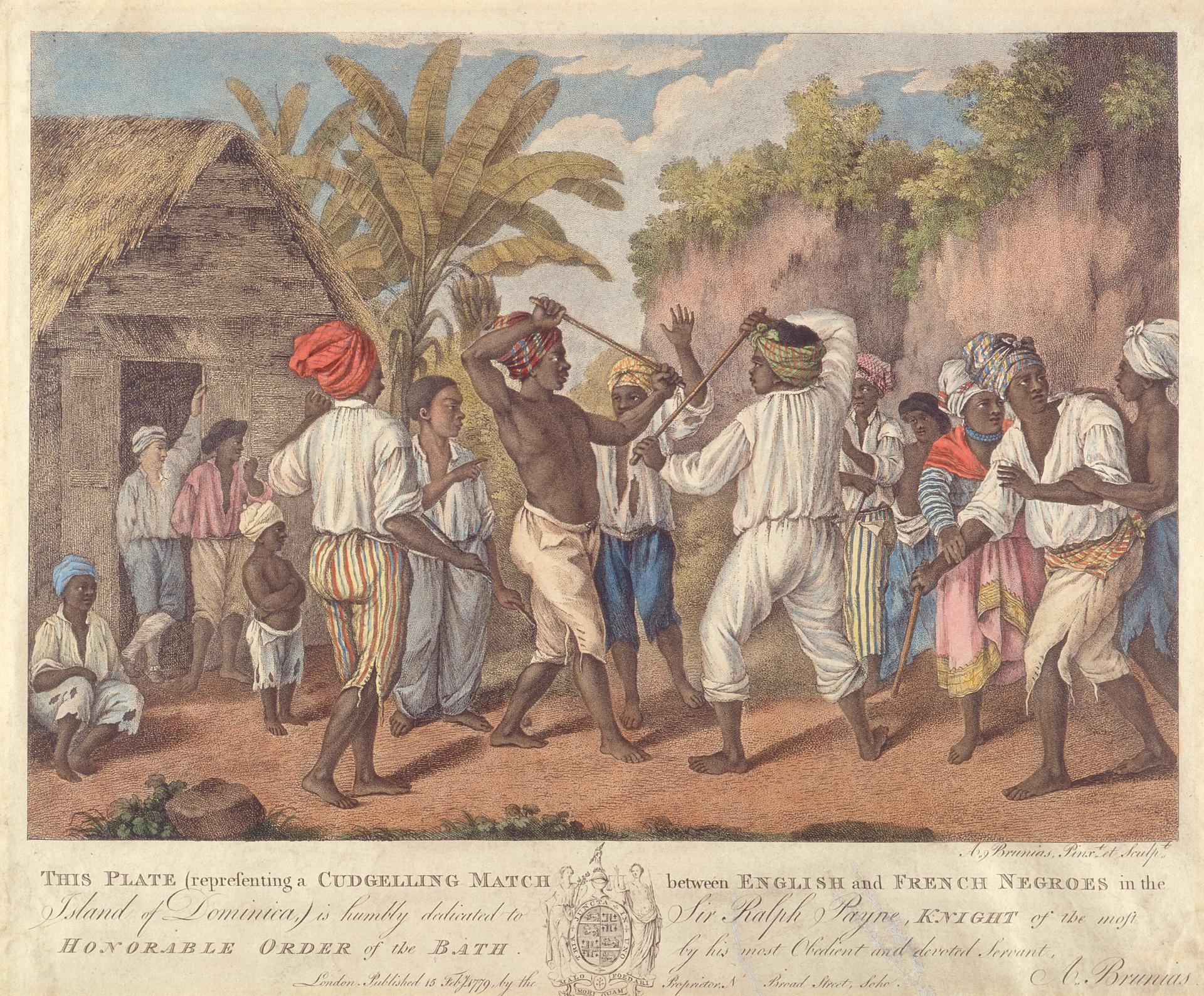
Compétition entre Noirs anglais et français, estampe (1779), Agostino Brunias

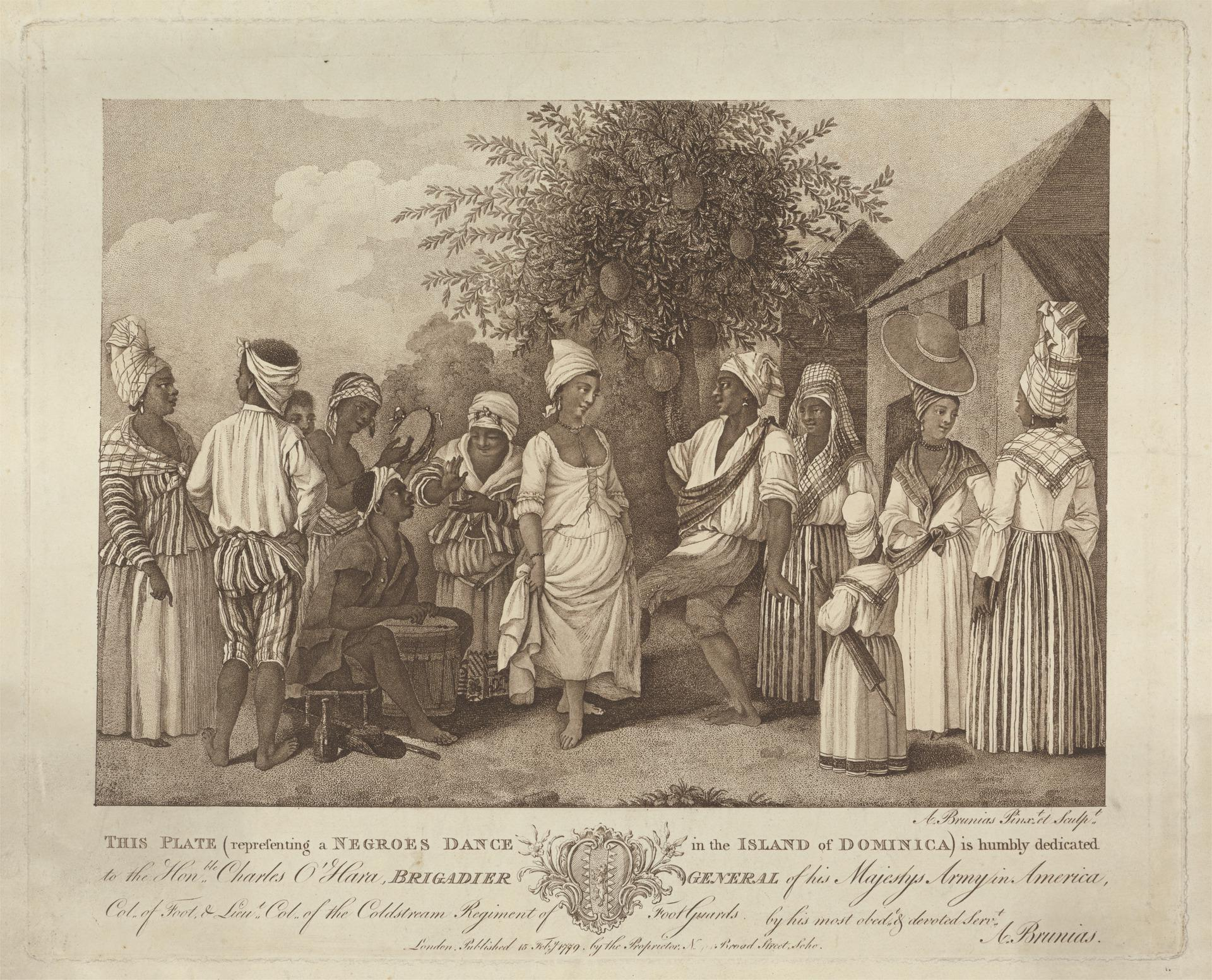
Danse afro-dominicaine, estampe (1979)

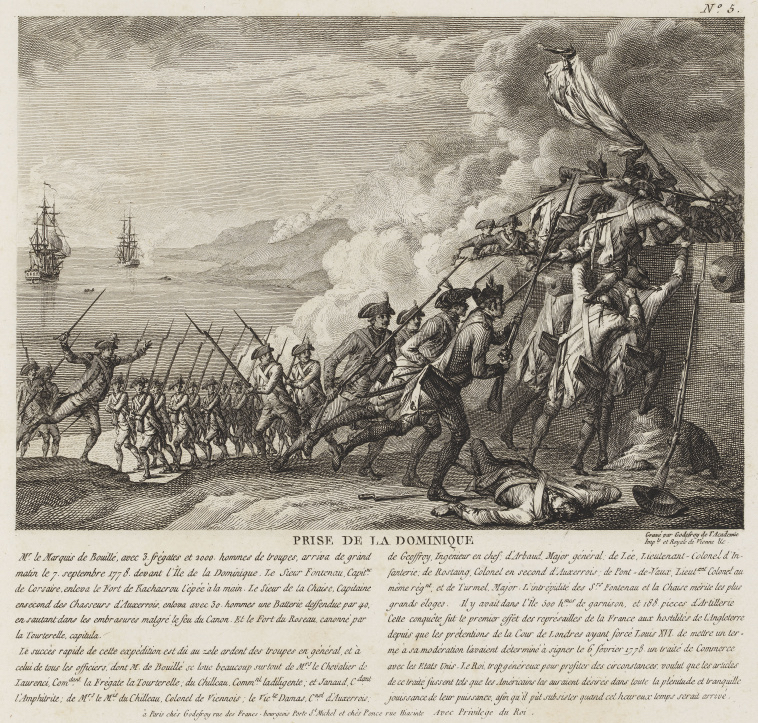
Prise de l'île par les Français en 1778-1784

Le petit (754 km2) pays insulaire indépendant de Dominique est habité en 2024 par environ 74 000 Dominiquais(es), parlant anglais et/ou créole dominiquais. Les recensements montrent une progression régulière : 27 718 en 1871, 370 589 en 1946, 71 183 en 2001.
Son histoire, au sens de narration se référant à des documents écrits, commence seulement vers 1500.
Sa protohistoire, comme celle de toute la Caraïbe, remonte à quelques millénaires.

## Avant 1500: peuplements indigènes
Le peuple autochtone le plus ancien de l'île de la Dominique appartient à la famille des Amérindiens Arawaks, chassés, exterminés ou assimilés par les Kalinago (Caraïbes / Karib) au cours du XIVe siècle. 
Ces deux familles linguistiques et culturelles sont parvenues dans les îles au départ de la côte vénézuélienne, en passant par les îles de Trinité et de Tobago.
La Dominique fut déclarée officiellement « neutre » pour le siècle à venir, mais ses ressources naturelles restaient attractives et, au début du XVIIIe siècle, des expéditions britanniques et françaises de forestiers venaient récolter du bois de construction sur l'île.

## Période coloniale européenne (1493-1978)

### Domination espagnole (1493-1625)
Le premier Européen à débarquer sur l'île de la Dominique fut Christophe Colomb en novembre 1493.
Tout au long du XVIe siècle, l'Espagne tente régulièrement d'annexer l'île, mais la résistance des Caraïbes l'en empêche.

### Souveraineté française (1625-1763)
En 1635, la France revendique à son tour la Dominique. 
Des missionnaires français s'y installent, devenant les premiers habitants européens de l'île. 
Néanmoins, les conflits avec les Caraïbes continuent, tant et si bien que, en 1660, les Français et les Anglais décident que la colonisation de la Dominique et de Saint-Vincent est à abandonner.
En raison de la position géographique de la Dominique entre la Martinique et la Guadeloupe, la France devient peu à peu la puissance prédominante sur l'île, qui devient alors une colonie française. 

### Alternance franco-britannique (1763-1814)
Au terme du traité de Paris de 1763, qui met fin à sept années de guerre franco-anglaise, l'île devient une possession britannique.
En 1778, lors de la révolution américaine, les Français envahissent l'île avec la coopération active de la population, en grande partie française. 
Le traité de Paris de 1783, qui met fin à la guerre, rend l'île à la Grande-Bretagne. 
D'autres tentatives d'invasions françaises, en 1795 et 1805, se soldent par des échecs.
En 1763, les Anglais y établissent une assemblée législative, représentant seulement la population blanche. 
En 1831, reflétant un assouplissement de la politique coloniale britannique, une nouvelle loi confère des droits civiques aux non-blancs libres : trois noirs sont élus à l'assemblée législative l'année suivante.

### Colonie britannique (1814-1956)
Après l'abolition de l'esclavage à la Dominique en 1838, l'île devient la première (et la seule) colonie britannique à avoir un gouvernement local dirigé par des Noirs au XIXe siècle. 
La plupart des représentants noirs sont de petits propriétaires ou de petits négociants qui ont des vues économiques et sociales diamétralement opposées aux intérêts des grands planteurs blancs.
Face à la menace, les planteurs demandent à la couronne britannique que l'île soit placée sous le régime colonial du direct rule, c’est-à-dire en administration directe par le Royaume-Uni.
Ainsi, en 1865, après beaucoup d'agitation et de tensions, l'administration coloniale britannique remplace l'assemblée par une assemblée constituée de 50 % de membres élus et de 50 % de membres désignés par le Royaume-Uni, plus favorables aux intérêts des planteurs.
En 1871, la Dominique fait partie de la Fédération des îles sous le vent et l'influence de la population noire a progressivement diminué.
En 1896, l'île redevient une colonie de la couronne, administrée par l'administration coloniale avec moins d'autonomie. 
Les droits politiques de la majorité de la population s'en trouvent alors diminués. 
Toutefois, le gouvernement britannique offre en compensation une aide au développement.

### Entre deux guerres (1918-1939)
Après la Première Guerre mondiale, l'influence des opinions publiques des Caraïbes, favorables à plus d'autonomie, mène à la formation d'un parti politique parlementariste, la representative government association. 
Grâce à l'absence d'opposition forte et jouant sur la frustration de la population dominicaine, ce parti remporte un tiers des sièges élus de l'assemblée législative lors des élections de 1924 et la moitié lors de celle de 1936.
Par la suite, la Dominique est transférée de l'administration coloniale des îles Sous-le-Vent à celle des îles du Vent, jusqu'en 1958

### Transition vers l'indépendance (1956-1978)
En 1958, le pays rejoint l'éphémère fédération des Indes occidentales (1958-1962).
En 1961, un gouvernement travailliste, mené par Edward Oliver LeBlanc est élu à la Dominique. 
Après la dissolution de la fédération des Indes occidentales, la Dominique devient un État associé du Royaume-Uni (le 27 février 1967) et le gouvernement local prend alors la responsabilité de ses affaires internes. 
Edward Oliver LeBlanc quitte le pouvoir en 1974 et est remplacé par Patrick John. L
e 3 novembre 1978, le Royaume-Uni accorde l'indépendance à la Dominique.

## Depuis 1978, en pays indépendant
Malgré l'indépendance, la situation économique de l'île ne s'améliore pas et, à la mi-1979, le mécontentement politique mène à la formation d'un nouveau gouvernement dirigé par Oliver Seraphin. 
Il est remplacé dès 1980 par le gouvernement d'Eugenia Charles, à la suite de la victoire du Dominica Freedom Party aux élections. 
Eugenia Charles devient la première femme nommée au poste de Premier ministre dans les Antilles.
Le 27 avril 1981, des membres du Ku Klux Klan sont arrêtés à La Nouvelle-Orléans alors qu'ils projettent un coup d'État afin de rendre le pouvoir à Patrick John, ancien premier ministre de 1974 à 1979 et l'artisan de l'indépendance, et installer un régime ségrégationniste ("Opération Red Dog") ainsi que des commerces lucratifs (casinos, prostitution et drogue).
Les problèmes économiques de l'île continuent, aggravés par les ouragans de 1979 et de 1980. 
Vers la fin des années 1980, l'économie s'est plus ou moins rétablie, mais la diminution des prix de la banane dans les années 1990 l'affaiblit de nouveau.
En 1996, Eugenia Charles quitte la primature, elle est remplacée par Edison James jusqu'en 2000.

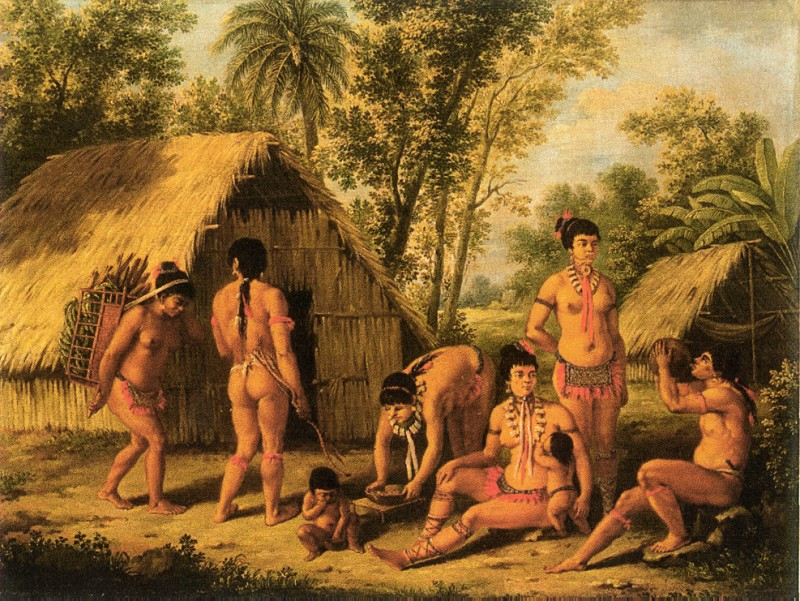
Agostino Brunias, Caraïbes (vers 1770)
Réserve Caraïbe
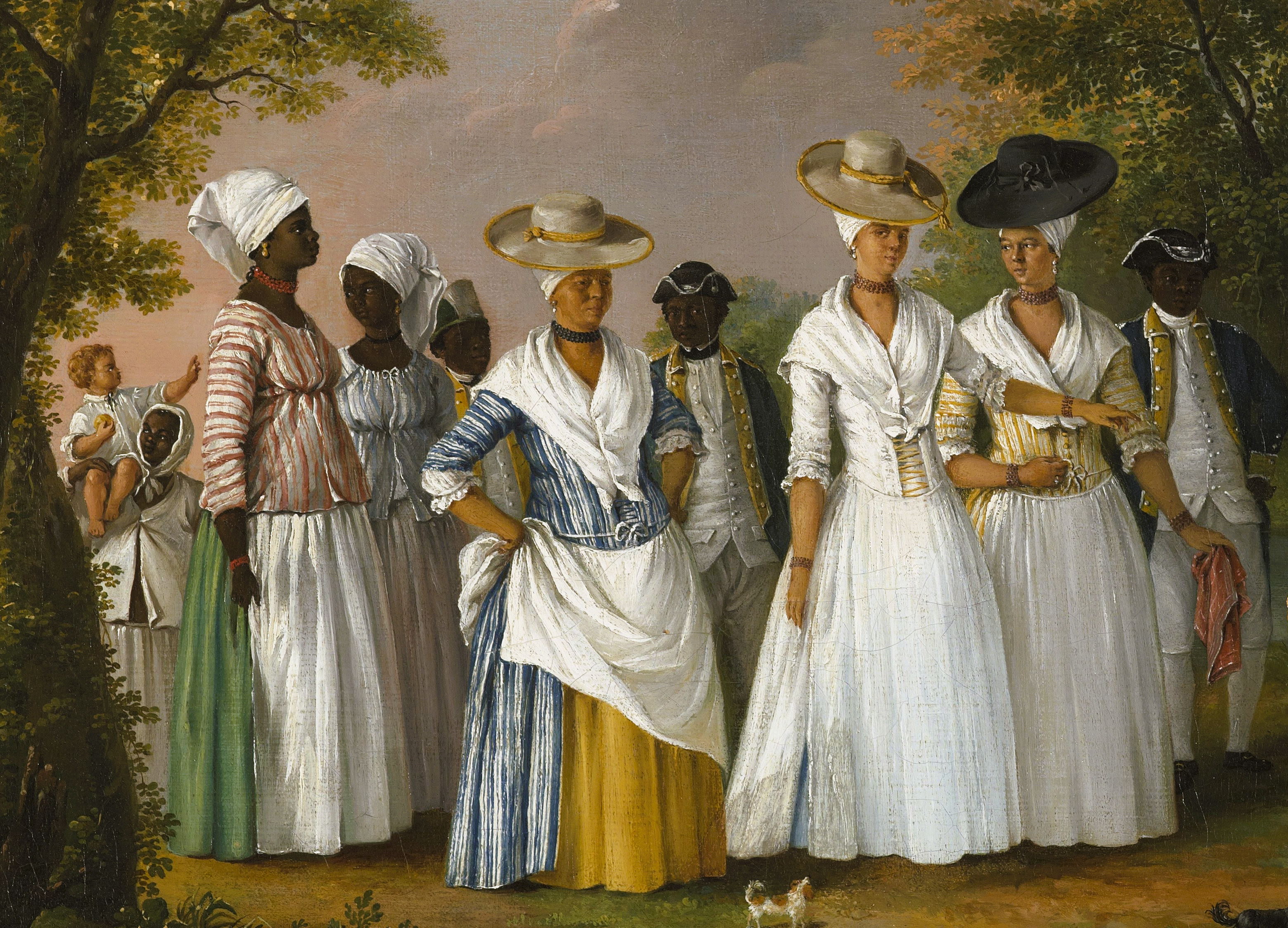
Agostino Brunias, Femmes libres de couleur avec leurs enfants et serviteurs dans un paysage (vers 1770)
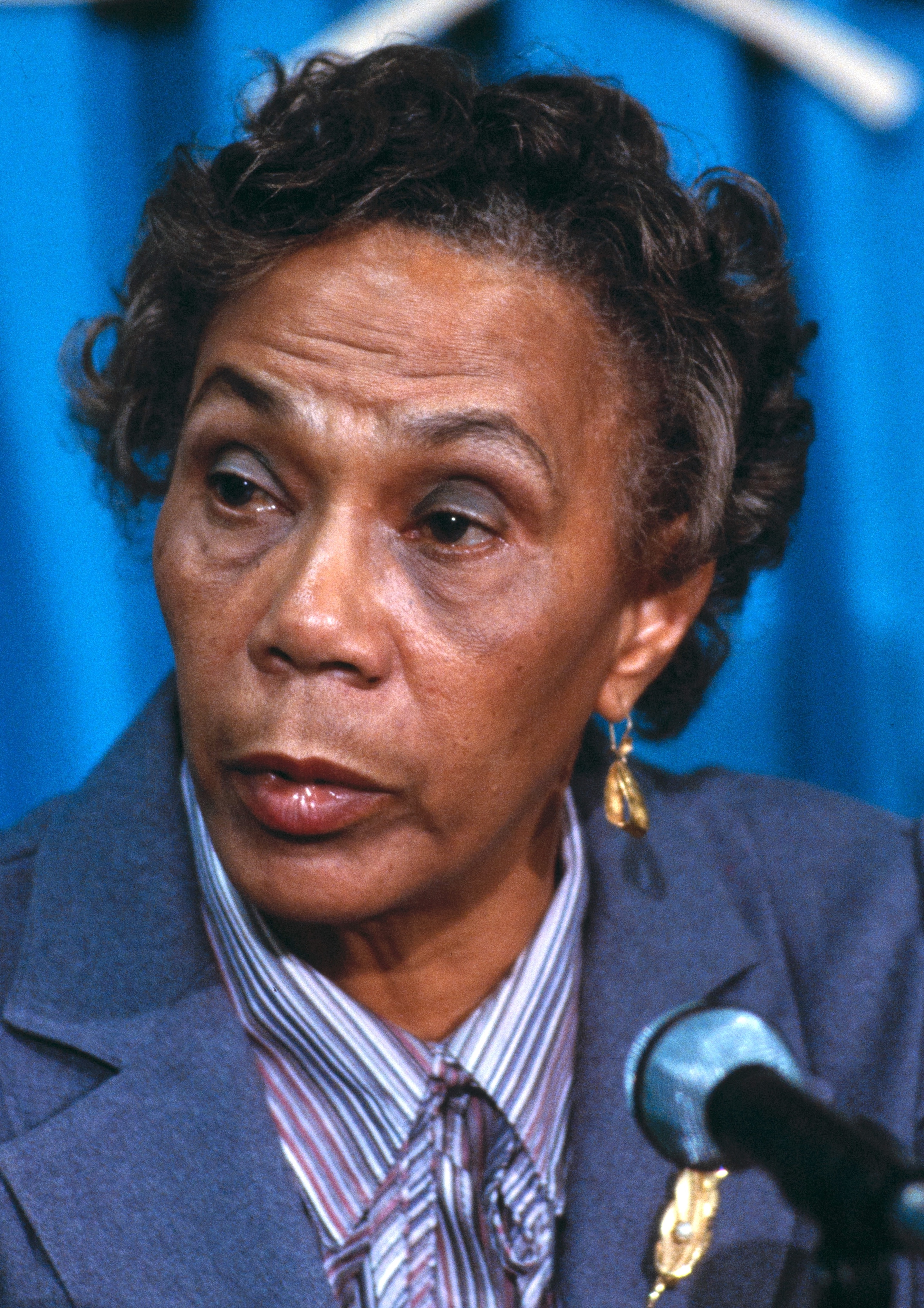
Eugenia Charles PM 1980-1995
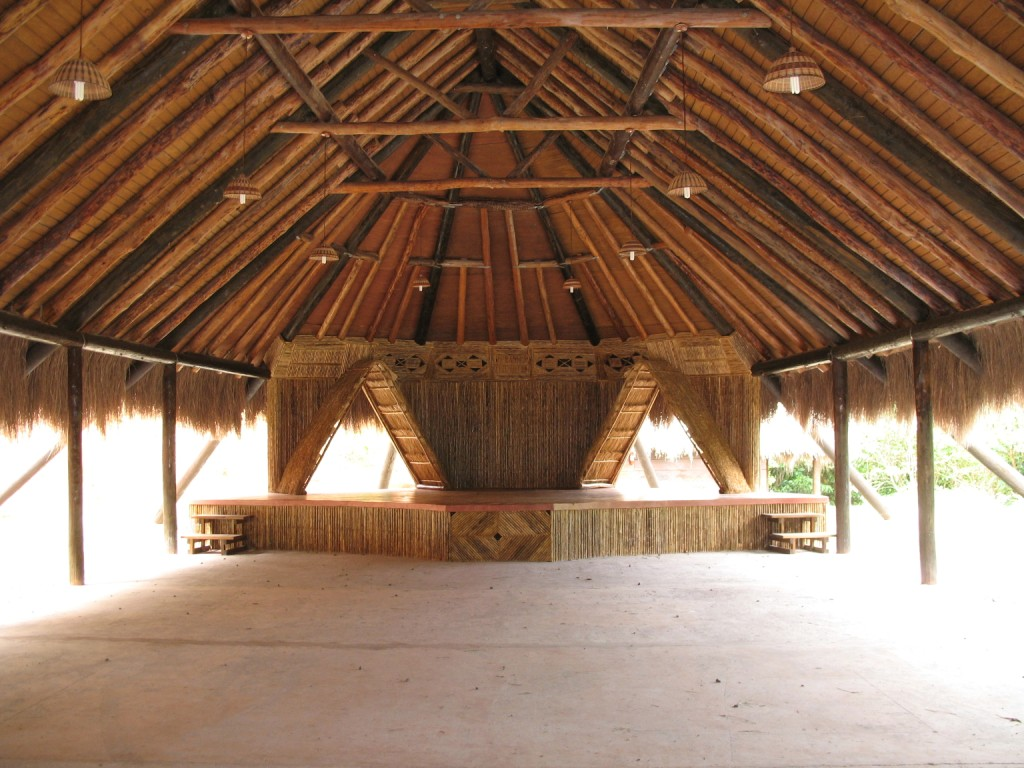
Carbet

## Années 2000
Edison James perd les élections.
Rosie Douglas (labour power) la remplace, mais décède en poste après quelques semaines.
Pierre Charles la remplace jusqu'en 2004 (pour également décéder en poste). 
Depuis 2004, le Premier ministre est Roosevelt Skerrit.

### Galerie de dirigeants récents
Fonctions : président de l'État, premier ministre

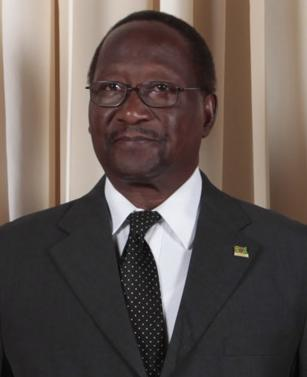
Nicholas Liverpool président 2003-2012
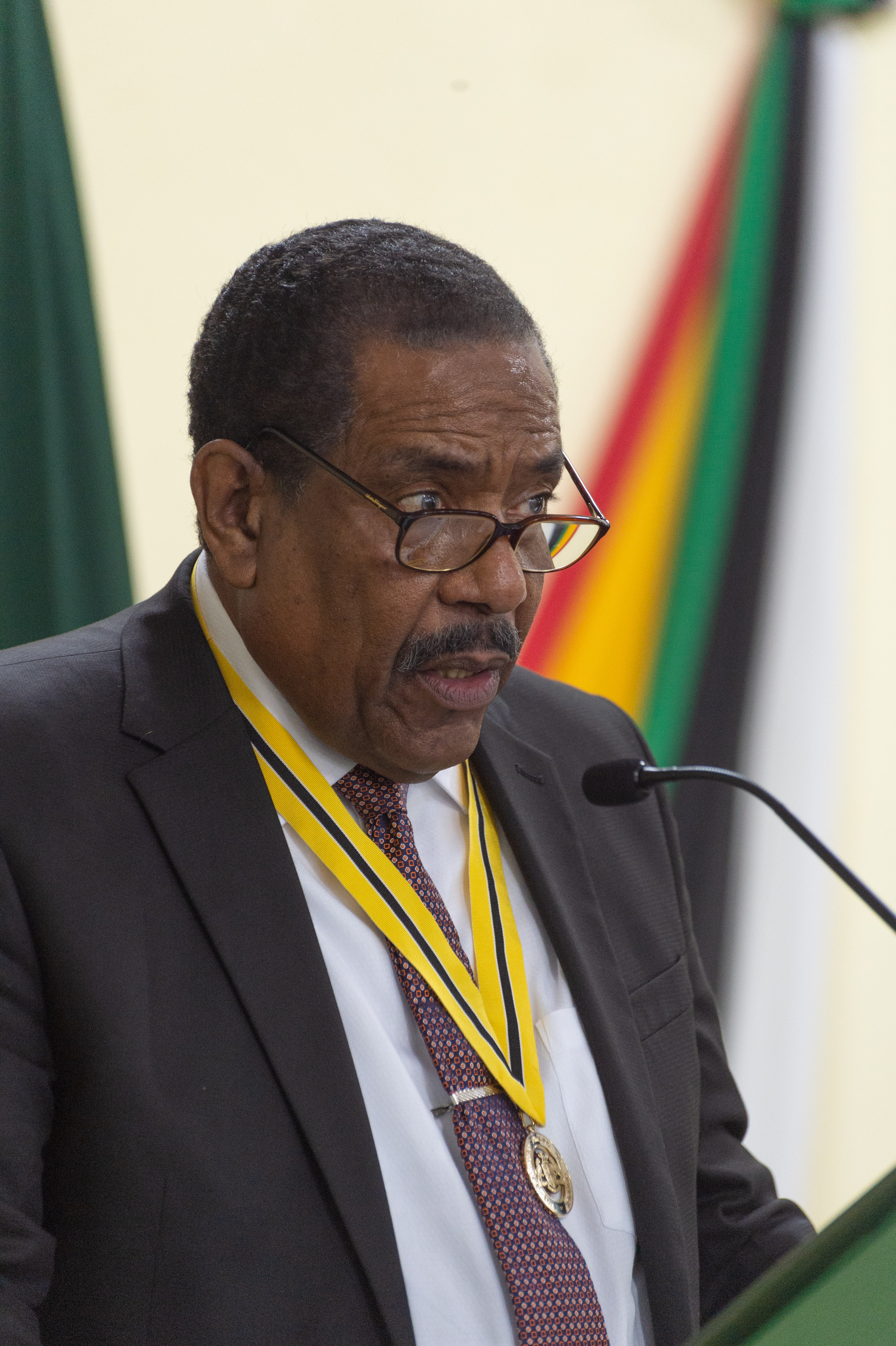
Charles Savarin président 2013-2023
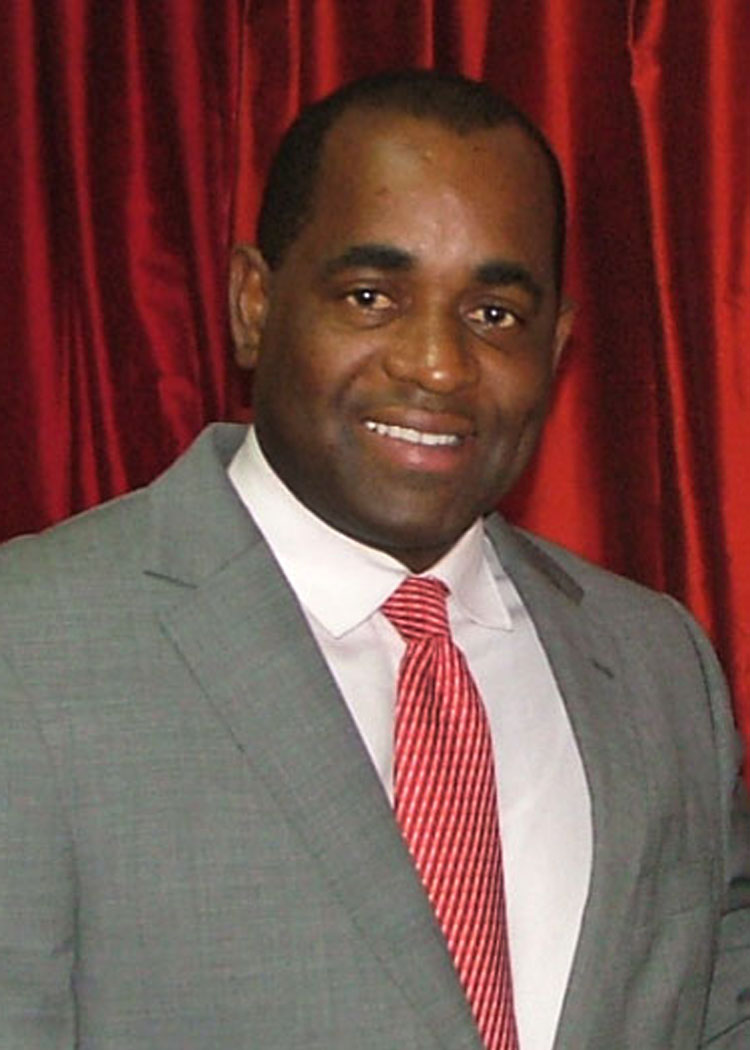
Roosevelt Skerrit PM 2004-présent

#### 1500
- Compagnie des îles d'Amérique (1635-1651)
- Raymond Breton (1609-1679), missionnaire dominicain, auteur du premier lexique français-caribe

#### 1700
- Invasion de la Dominique (1761) par les Britanniques
- Réserve Caraïbe (1763-présent), Territoire Kalinago, Salybia, liste des chefs du Territoire Kalinago
- Bataille de la Dominique (1778)
- Bataille des Saintes (1782), franco-britannique

#### 1800
- Slavery Abolition Act 1833, abolition de l'esclavage au Royaume-Uni

#### 1900
- Fédération des Indes occidentales (1958-1962)
- États associés des Indes occidentales (1967-1978)
- Résolution 442 du Conseil de sécurité des Nations unies (1978)
- Carib Reserve Act (1978)

#### 2000
- Économie de la Dominique (tourisme, agriculture)
- Dollar des Caraïbes orientales (XCD)
- Politique à la Dominique, Premier ministre de la Dominique
  - Président du Commonwealth de la Dominique (1978-), élection présidentielle dominiquaise de 2023
  - Liste des chefs de gouvernement de la Dominique, Premier ministre de la Dominique
  - Relations extérieures de la Dominique (en), Isla de Aves (Île aux oiseaux)
- Liste des volcans de la Dominique, séisme du 11 janvier 1839 en Martinique, séisme de 2007 en Martinique, séisme des Saintes en 2004 (en)
- Ouragans à la Dominique (en)
- Index des articles en relation avec la Dominique (en)
- Afro-Dominicains (de la Dominique) (en)